# Sitio de El Arish
El Sitio de El Arish fue una batalla enmarcada dentro de las Guerras Revolucionarias Francesas luchada en la ciudad de El Arish (Egipto) el 19 de febrero de 1799. En esta batalla 2 160 soldados franceses al mando de Napoleon Bonaparte y Jean Reynier combatieron y vencieron a las fuerzas Otomanas de Abdullah Pasha tras sitiar la ciudad en tan solo once días.

## Toma de El Arish
El 2 de enero de 1799, Jezzar Pasha, envía 4 000 soldados y 3 cañones, bajo las órdenes de Abdullah Pasha de Damasco, para asegurar la ciudad de El Arish. Antes de alcanzar el asentamiento, el grupo tomó posiciones en este y su fuerte. Mientras, Reynier y sus fuerzas se situaban en el Fuerte Katieh, preparando sus fortificaciones.
El 8 de febrero de 1799, la división de Reynier llega a Masoodiah, donde los soldados franceses capturan a un jinete mameluco que les comunica que El Arish está ahora en manos de los turcos. Reynier manda un mensajero a Napoleón pidiéndole refuerzos inmediatos y toma posiciones en unas dunas cercanas a la ciudad. En respuesta a esto, el ejército turco se desplaza a un bosque de palmeras donde obtiene suministros y sitúa 12 cañones. Mientras, su caballería comienza a atacar a las fuerzas francesas. Tras hora y media de fuego de artillería, Reyner manda a la 85.ª brigada a tomar el asentamiento. Los defensores turcos al ver esto, escapan del fuerte y su caballería se retira por la carretera de Gaza bajo la protección de un desfiladero.
La pérdidas de estas acciones serán:
- Imperio Francés: 200 muertos y 300 heridos.
- Imperio Otomano: 500 muertos, heridos y capturados.

## Bloqueo del fuerte
Cerca de las 11:00pm el grueso de las fuerzas turcas toman posiciones al lado derecho del desfiladero.
El 12 de febrero de 1799, la división de Kleber alcanza El Arish, y sus fuerzas comienzan a bloquear el fuerte otomano. Mientras, la división de Reynier se desplaza al bosque de palmeras cercano al desfiladero.
El 14 de febrero de 1799, las fuerzas de Reynier comienzan el asalto al campamento turco que es exitosamente capturado.
La pérdidas de estas acciones serán:
- Imperio Francés: 3 muertos y 20 heridos.
- Imperio Otomano: 500 muertos y 900 prisioneros.

## Sitio francés al fuerte
1 000 soldados bajo las órdenes del comandante turco Ibrahim Nizam permanecían en el fuerte. Mientras, Reynier capturaba material y establecía un campamento para seguir bloqueando la fortificación además de esperar al grueso de las fuerzas francesas que llegaban a El Arish.
El 17 de febrero de 1799, el General Louis Caffarelli comienza a preparar el asalto.
El 18-19 de febrero de 1799, los franceses comienzan a atacar el fuerte con fuego de artillería.
El 20 de febrero de 1799, los franceses comienzan el asalto. Tras esto, capturan el fuerte y posteriormente lo reparan.
Finalmente, las pérdidas, únicas para los otomanos, se elevan a:
- Imperio Otomano: 400 muertos y heridos. Cerca de 300 hombre se unen al ejército francés y el resto marchan a Bagdad. Cerca de 40 se establecen en Gran Bretaña con la ayuda de comandantes británicos que simpatizaban con su causa.